# Orlička
Die Orlička (deutsch Erlitz) ist ein Fluss in der Tschechischen Republik.
Sie entspringt südöstlich des Ortes Böhmisch Petersdorf (tschechisch České Petrovice) auf 705 m Höhe östlich des Adamsberges und liegt in einem Hochtal am südöstlichen Abhang des Adlergebirges. Kurz nach der Quelle durchfließt sie den Ort von Ost nach West und strebt dann nach Südwest. Nach etwa sechs Kilometern und einem Gefälle von 235 Metern mündet sie am nördlichen Rand des Ortes Pastviny (deutsch Weiden) in die Wilde Adler (tschechisch Divoká Orlice), die hier durch eine Talsperre aufgestaut ist.